# Доспехи Бутана и Сиккима

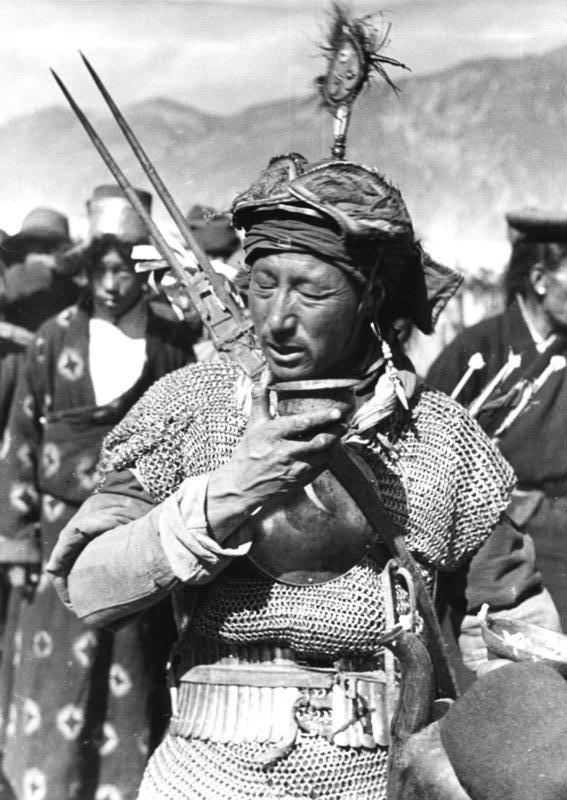
Тибетский воин в традиционном доспехе, 1938 год

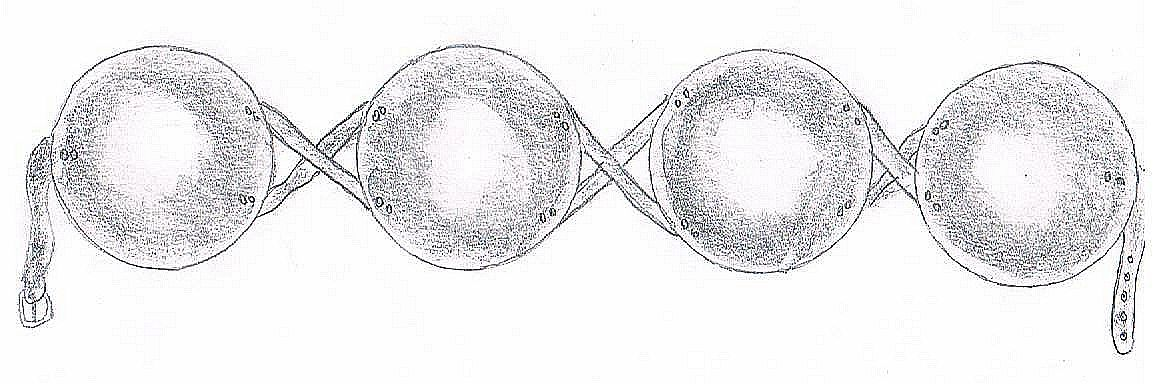
Непальская чарайна. На рисунке не показаны плечевые ремни. Ремней для застёгивания, на крайних дисках, должно быть по два, диаметр каждого диска ок. 17,5 см

В Сиккиме и Бутане для защиты тела традиционно использовалась кольчуга. Голова защищалась цельнокованым стальным шлемом сфероконической формы, с козырьком и подкладкой. Шлем также имел три толстых простёганных тканевых клапана из парчи — два прикрывают уши, а третий — заднюю часть шеи. Вне боевой обстановки клапаны можно откинуть на купол шлема. Шея защищается также воротником из красной фланели, подбитым кожей. Поверх кольчуги надевался доспех зерцального типа, в виде четырёх крупных дисков, соединённых ремнями, наподобие индо-персидской чарайны — по одному диску прикрывали грудь, спину, и каждый бок. Каждые два диска соединялись между собой парой диагонально перекрещивающихся ремней, помимо этого, имелись ещё два плечевых ремня. Аналогичный доспех использовался и в Непале (см. иллюстрацию). Талия прикрывалась широким поясом из узких, вертикально расположенных металлических пластин, взаимно перекрывающих друг друга, приклёпанных к кожаной основе. Как правило, с доспехами использовалась и специальная поддоспешная одежда из кожи или ткани. Такой доспех находил применение в Тибете вплоть до XX века.

## См.также
- Бутанский меч
- Бутанский короткий меч